# Émile Thomas (graveur)
Pour les articles homonymes, voir Émile Thomas.
Émile Thomas (Vittel, 9 juin 1841 - Dammartin-sur-Tigeaux, 15 juillet 1907) est un graveur français.

## Biographie
Émile Thomas naît le 9 juin 1841 à Vittel, dans les Vosges.
Il devient l'élève du graveur Adolphe Gusman (1821-1905) à la « Petite École ». Il expose pour la première fois au Salon de Paris en 1863, une xylographie d'après Yan d'Argent, tirée de l'ouvrage Le Monde des insectes. Il est présent au Salon de 1870 à 1879, puis au Salon des artistes français dont il devient sociétaire, jusqu'en 1895 ; à ce moment-là, il réside à Fontenay-aux-Roses. 
Émile Thomas se taille une belle réputation d'interprète d'Eugène Delacroix, entre autres, en collaborant au Monde illustré. En 1889, il est l'un des graveurs de L'Album du centenaire de la Révolution. Il est lié à Albert Duvivier, Eugène Froment et Joseph Blanc.
Avec ce dernier, il est choisi par la Poste française pour créer une nouveau timbre courant, appelé au type Blanc, émis à partir du 4 décembre 1900.
Il a épousé Eugénie-Cornélie Bichard (1850-1930) en 1867, laquelle, veuve, épouse en secondes noces Étienne-Gabriel Bocourt le 8 mars 1910.
Émile Thomas meurt le 15 juillet 1907 à Dammartin-sur-Tigeaux.